# Letlands Basketballliga
Letlands Basketballliga (lettisk: Latvijas Basketbola Līga; forkortet LBL) er den nationale basketball-mesterskabsturnering i Letland. Den første LBL-sæson spilledes i 1992. Fra 1992 til 1999 blev alle mesterskaber vundet af BK Brocēni, men fra 2000 til 2006 var BK Ventspils mestre. I 2007 stoppede ASK Riga BK Ventspils' sejrsrække. BK Ventspils vandt igen i 2009, hvor de slog Barons LMT 4-3 i en thrillerkamp. Barons LMT vendte tilbage til finalen det følgende år, denne gang mod VEF Riga, og vandt med samme 4-3 margen. I 2011 vandt VEF Riga over BK Ventspils i finalen.